# Cholomiza tanypus
Cholomiza tanypus là một loài bướm đêm trong họ Geometridae.